# Andrej Rasolka
Andrej Jauhienawicz Rasolka, błr. Андрэй Яўгенавіч Расолька, ros. Андрей Евгеньевич Расолько – Andriej Jewgienjewicz Rasolko (ur. 13 września 1968 w Mińsku) – radziecki i białoruski hokeista, reprezentant Białorusi, olimpijczyk. Trener hokejowy.

## Kariera zawodnicza
- Dynama Mińsk (1986-1993)
- Tiwali Mińsk (1993)
- Podhale Nowy Targ (1993-1994)
- Awangard Omsk (1994-1996)
- Aalborg (1996-1997)
- Awangard Omsk (1997-1998)
- Siewierstal Czerepowiec (1998-2002)
- Mietałłurg Nowokuźnieck (2002)
- Nieftiechimik Niżniekamsk (2002-2003)
- Junost' Mińsk (2003-2005)

Wychowanek Dynama Mińsk. Zawodnik tego klubu przez 8 sezonów. Grał na pozycji środkowego napastnika. W wieku juniorskim w barwach ZSRR wystąpił na mistrzostwach Europy do lat 18 w 1986 i na mistrzostwach świata juniorów do lat 20 w 1988. W sezonie 1993/1994 występował w polskim klubie Podhale Nowy Targ (wraz z nim pierwotnie zostali sprowadzeni jego rodacy, Wiktar Karaczun i Aleksandr Aleksiejew). Następnie grał w rosyjskiej Wysszaja Liga, po czym powrócił na Białoruś i po dwóch sezonach w 2005 zakończył karierę
W karierze seniorskiej reprezentował Białoruś. Uczestniczył mistrzostwach świata w 1996, 1997 (Grupa B), 2002 (Dywizja I), 2003 (Elita), 2004 (Dywizja I) oraz zimowych igrzysk olimpijskich 2002.

## Kariera trenerska
- Junost' Mińsk (2005-2007), główny trener
- Junior Mińsk (2006-2088), trener
- Reprezentacja Białorusi do lat 20 (2007-2008), główny trener
- HK Witebsk (2008-2009), główny trener
- Junost’ Mińsk (2011-2012), asystent trenera
- MHK Junost’ Mińsk (2012), główny trener
- Junost’ Mińsk (2014), asystent trenera
- MHK Junost’ Mińsk (2014-2016), główny trener
- Junior Mińsk (2017-2018), główny trener
- Łokomotiw Orsza (2018), główny trener
- Junior Mińsk (2019-), główny trener

Po zakończeniu kariery zawodniczej w 2005 został szkoleniowcem hokejowym. Początkowo dwa lata był trenerem w Junosti Mińsk. Następnie w 2007 był selekcjonerem reprezentacji Białorusi do lat 20, w tym na mistrzostwach świata juniorów do lat 20 w 2008. Następnie prowadził klub HK Witebsk, po czym od 2010 pracuje ponownie w mińskiej Junosti – kolejno w drużynie seniorskiej i juniorskiej (w lidze Mołodiożnaja Chokkiejnaja Liga), z której został zwolniony 17 listopada 2012. Od 2014 ponownie asystent trenera Junosti (Michaiła Zacharaua). Od listopada 2014 ponownie trener MHK Junost’. Po sezonie 2014/2015 drużyna juniorska Junostii została wycofana z MHL i od sezonu 2015/2016 pod wodzą Rasolki podjęła występy w rozgrywkach Mołodiożnaja Chokkiejnaja Liga B. Od lipca do początku października 2018 był głównym trenerem drużyny Łokomotiw Orsza. W październiku 2019 ponownie został trenerem Juniora Mińsk.

## Sukcesy
Reprezentacyjne
- Złoty medal Zimowej Spartakiady Narodów ZSRR: 1986 z Białoruską SRR[13]
- Srebrny medal mistrzostw świata juniorów do lat 20: 1988 z ZSRR
- Awans do grupy A mistrzostw świata: 1997 z Białorusią
- Czwarte miejsce w turnieju zimowych igrzysk olimpijskich: 2002 z Białorusią
- Awans do Elity mistrzostw świata: 2002, 2004 z Białorusią

Klubowe
- Złoty medal mistrzostw Białorusi: 1993 z Tiwali, 2004, 2005 z Junostią Mińsk
- Złoty medal mistrzostw Polski: 1994 z Podhalem Nowy Targ
- Brązowy medal mistrzostw Rosji: 1996 z Awangardem Omsk, 2001 z Siewierstalą Czerepowiec
- Puchar Białorusi: 2004 z Junostią Mińsk

Odznaczenia
- Zasłużony Mistrz Sportu Republiki Białorusi: 2002[14]